# Cercosaura argulus
Cercosaura argulus е вид влечуго от семейство Gymnophthalmidae. Видът не е застрашен от изчезване.

## Разпространение
Разпространен е в Боливия, Бразилия (Амазонас, Пара и Рондония), Гвиана, Еквадор, Колумбия, Перу и Френска Гвиана.